# Takao Okawara
Takao Okawara (大河原 孝夫, Okawara Takao), né le 20 décembre 1949 à Tokyo, est un réalisateur japonais.

## Biographie
Takao Okawara fait ses études à l'université Waseda. Il a essentiellement réalisé des films fantastiques de style kaijū eiga (films de monstres géants, comme Godzilla, Mothra).

## Filmographie
- 1991 : Chōshōjo Reiko (超少女REIKO?)
- 1992 : Godzilla vs Mothra (ゴジラvsモスラ, Gojira tai Mosura?)
- 1993 : Godzilla vs Mechagodzilla 2 (ゴジラvsメカゴジラ, Gojira vs Mekagojira?)
- 1994 : Yamato Takeru (ヤマトタケル?)
- 1995 : Godzilla vs Destroyah (ゴジラvsデストロイア, Gojira vs Desutoroia?)
- 1997 : Yūkai (誘拐?)
- 1999 : Godzilla 2000 (ゴジラ2000 ミレニアム, Gojira ni-sen mireniamu?)

## Distinctions
Takao Okawara est nommé dans la catégorie meilleur réalisateur pour Yūkai à la 21e cérémonie des  Japan Academy Prize